# Adélaïde de Habsbourg-Lorraine
 (juin 2019).
Si vous disposez d'ouvrages ou d'articles de référence ou si vous connaissez des sites web de qualité traitant du thème abordé ici, merci de compléter l'article en donnant les références utiles à sa vérifiabilité et en les liant à la section « Notes et références ».
Titre
Reine de Sardaigne
23 mars 1849 – 20 janvier 1855
(5 ans, 9 mois et 28 jours)
Adélaïde de Habsbourg-Lorraine (née à Milan le 3 juin 1822, morte à Turin le 20 janvier 1855) est une archiduchesse d'Autriche, épouse de Victor-Emmanuel II de Savoie. Née Adelheid Franziska Marie Rainera Elisabeth Clotilde, elle était la fille de l'archiduc Rainier, vice-roi du royaume de Lombardie-Vénétie, et d'Élisabeth de Savoie-Carignan, sœur du roi de Sardaigne Charles-Albert.

## Biographie
Elle épouse à Stupinigi (Turin) le 12 avril 1842 son cousin Victor-Emmanuel II de Savoie, et devient reine de Sardaigne en 1849.
De leur mariage sont nés :
- Princesse Marie-Clotilde (1843 - 1911),
- Prince Humbert, prince du Piémont (1849-1878) et roi d'Italie (1878-1900)
- Prince Amédée, duc d'Aoste (1845-1890), roi d'Espagne (1871-1873)
- Prince Oddone de Savoie, duc de Montferrat (Racconigi, 11 juillet 1846 - Gênes, 22 janvier 1866)
- Princesse Maria Pia (16 octobre 1847 - 17 juillet 1911)
- Prince Charles-Albert, duc de Chablais (Turin, 2 juin 1851 - Stupinigi, 22 juin 1854)
- Prince Victor-Emmanuel (Turin, 7 juillet 1852 - Turin, 7 juillet 1852)
- Prince Victor-Emmanuel, comte de Genevois (Turin, 8 janvier 1855 - Turin, 17 mai 1855)

À peine remise de ses huitièmes couches, Marie Adélaïde  assiste aux obsèques de sa belle-mère Marie-Thérèse de Toscane. Elle y prend froid et meurt quelques jours plus tard d'une violente gastro-entérite à l'âge de 33 ans. Elle est enterrée dans la basilique de Superga.
Décédée en 1855, Marie Adélaïde ne fut pas témoin des guerres de 1859, 1860 et 1866 qui portèrent un premier coup à la puissance de son pays natal et dépossédèrent le pape et les membres de sa maison. Morte avant l'unification, elle ne fut pas non plus reine d'Italie.